# Luigi Cherubini
Luigi Maria Cherubini (Firenze, 14 settembre 1760 – Parigi, 15 marzo 1842) è stato un compositore italiano, esponente del Classicismo.

## Biografia

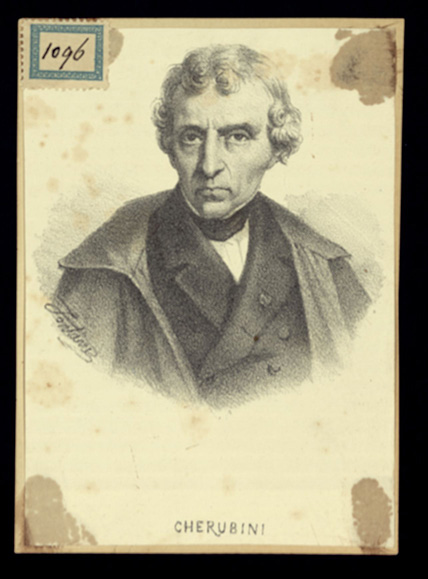
Ritratto di Luigi Cherubini, compositore (1760-1842), prima del 1818.
Archivio Storico Ricordi

Figlio di Bartolomeo, cembalista, cornista e direttore della Cappella Granducale di Firenze, fu il decimo di dodici figli. Incominciò a studiare musica all'età di sei anni col padre; tre anni dopo venne affidato ai maestri Bartolomeo e Alessandro Felici, Alessandro Bizzarri e Giuseppe Castrucci, con cui studiò canto, contrappunto e organo.
Compiuti gli studi a Milano e a Bologna, culminati con Giuseppe Sarti, che lo avviò alla carriera operistica, dove debuttò col Quinto Fabio, il suo primo vero successo. Iniziò ancora molto giovane a comporre musica sacra.
La sua prima opera fu una messa solenne a quattro voci con orchestra che fu eseguita a Firenze realizzata quando aveva tredici anni. Seguirono altre opere di musica religiosa e da camera molto apprezzate al punto da indurre il granduca Pietro Leopoldo di Toscana ad assegnargli una pensione (1778), necessaria per il soggiorno di studio bolognese dove l'attese il maestro Sarti. Negli anni che vanno dal 1780 al 1784 fu prolifico di opere teatrali al punto da ottenere un invito per recarsi a Londra, dove compose l'opera buffa La finta principessa e il Giulio Sabino.
Fu autore di numerose opere liriche prima di stabilirsi a Parigi nel 1787, assumendo con G. B. Viotti la direzione di un teatro musicale. L'Ifigenia in Aulide (Torino, 1788) segnò il suo distacco dalle scene italiane, e il Démophoon, su testo di Jean-François Marmontel il suo debutto nell'Opera a Parigi, dove entrò a far parte del nuovo Conservatorio, che diresse poi dal 1822 al 1842, lasciando la carica poche settimane prima della morte, e dove strinse amicizia con Viotti. Durante la rivoluzione visse a Gaillon e fu nominato professore alla Scuola di musica della Guardia nazionale.
Il maestro arrivò all'apice della carriera operistica dal 1790 quando le sue opere vennero eseguite con successo in Europa.
Nel 1805 si trasferì a Vienna, dove fu accolto da Haydn. Lì conobbe anche Beethoven, che molti anni più tardi, nel 1823, in una lettera scritta in parte in tedesco in parte in francese espresse a Cherubini tutta la propria stima: "Valuto le Sue opere superiori a tutte le altre composizioni teatrali. [...] Resterà sempre quello dei miei contemporanei che io stimo più di tutti".
In seguito agli eventi bellici e alla difficile situazione teatrale austriaca, Cherubini fu presto costretto a ritornare a Parigi, dove l'accoglienza fu piuttosto fredda, al punto da indurlo a dedicarsi temporaneamente alla compilazione di un erbario, ed egli decise di dedicarsi prevalentemente alla musica sacra.
Massone, fu membro della Loggia Saint-Jean de Palestrine del Grande Oriente di Francia.
Ebbe maggiore successo e riconoscimenti in Francia negli anni successivi. Morì nel 1842 e fu sepolto nel cimitero di Père-Lachaise.
Le sue composizioni, in stile classico, mostrano una grande padronanza del contrappunto. Nel 1808 compose la sua più importante opera di ispirazione religiosa, la "Messa Solenne in fa maggiore in tre parti"; un altro grande contributo alla musica sacra fu la "Messa per l'incoronazione di Luigi XVIII" in sol maggiore per coro e orchestra (1815). Altre composizioni di musica sacra comprendono il "Credo a 8 voci e organo" del 1808, la Messa in do maggiore (1816) e i "Requiem in do minore" (1816) e in re minore (1836).
Tra le numerose altre composizioni di Cherubini - che tra il 1773 e il 1833 scrisse la musica per oltre trenta opere teatrali - si ricordano le opere liriche Lodoïska (1791), Elisa (1794), Medea (1797), che segna un ritorno alla tragedia classica grazie alla riforma gluckiana, L'hôtellerie portugaise (1798), Les deux journées (1800), e Anacréon (1803), oltre a mottetti, cantate e quartetti per archi.
La fortuna di Cherubini in Francia lo aveva portato a ruoli di responsabilità, ma essa fu ostacolata dall'avversione di Napoleone Bonaparte, musicalmente nostalgico dell'ancient regime. Napoleone perciò non poteva soffrire Cherubini, che secondo lui scriveva musica rumorosa e difficile.
Cherubini non poté sopportare a lungo questo disagio e accettò un invito a Vienna, dove dopo pochi mesi Napoleone arrivò col suo esercito vittorioso, e lo incaricò di organizzare i concerti di corte nel Castello di Schönbrunn. A Vienna scrisse la Faniska (1806), e rientrato a Parigi per una crisi di depressione risolse di abbandonare la musica.
Nel 1808, la principessa di Chimay, ospite del suo castello, riuscì a convincerlo a comporre una Messa, mentre il teatro non ebbe più che pochi rari contributi: Pimmalione (1809), la piccola opera comica Le crescendo (1810), Gli Abenceragi (1813), e ultima in ordine di tempo, Alì Babà (1833).
Ebbe inizio una terza maniera in cui prese il sopravvento la sua antica tendenza alla severità del contrappunto e della musica da chiesa. Scrisse due Messe e due Requiem (1816 e 1836). La Restaurazione fece di lui la massima autorità di Francia, chiamandolo a dirigere il Conservatorio di Parigi per vent'anni, attestandosi come rigido accademico retrivo, cui i giovani compositori rimproveravano di non comprendere la musica di Beethoven.
Il suo capolavoro resta il Requiem in do minore del 1816, scritto su ordine del governo francese della Restaurazione in memoria di Luigi XVI e dei legittimisti scomparsi durante gli anni della Rivoluzione e dell'Impero, il Requiem diventa il canto della fine ormai prossima dell'ancient regime.
Il suo trattato "Cours de contrepoint et de la fugue" (1835), venne pubblicato a cura del compositore francese Jacques Halévy.
Giulio Confalonieri nel 1948 scrisse una biografia completa di Cherubini con il titolo di Prigionia di un artista (Premio Bagutta 1949).
Numerose città gli hanno intitolato vie, così Bologna, Cagliari, Empoli, Latina, Legnano, Milano, Padova e Torino. Firenze, sua città natale, nel 1910 gli ha intitolato il proprio conservatorio.

## Opere teatrali (lista completa)
| Titolo                                                 | Genere           | Suddivisioni                   | Libretto | Data della prima              | Luogo, teatro |
| ------------------------------------------------------ | ---------------- | ------------------------------ | --- | ----------------------------- | --- |
| Amore artigiano                                        | intermezzo       |                                | librettista sconosciuto | 22 ottobre 1773               | Fiesole, Teatro San Domenico |
| Il giocatore                                           | intermezzo       |                                | Antonio Salvi | composizione 1775?            | Firenze |
| (senza titolo)                                         | intermezzo       |                                | librettista sconosciuto | 16 febbraio 1778              | Firenze, Serviti |
| Il Quinto Fabio                                        | opera seria      | 3 atti                         | Apostolo Zeno | autunno 1779                  | Alessandria, Teatro Paglia |
| Armida abbandonata                                     | opera seria      | 3 atti                         | B. Vitturi, basata su Torquato Tasso, Gerusalemme liberata                                                                            | 25 gennaio 1782               | Firenze, La Pergola |
| Adriano in Siria                                       | opera seria      | 3 atti                         | Metastasio | 16 aprile 1782                | Livorno, Teatro Armeni |
| Mesenzio, re d'Etruria                                 | opera seria      | 3 atti                         | Ferdinando Casor(r)i | 6 settembre 1782              | Firenze, Teatro della Pergola |
| Il Quinto Fabio, (seconda versione)                    | opera seria      | 3 atti                         | Apostolo Zeno | gennaio 1783                  | Roma, Teatro Argentina |
| Lo sposo di tre e marito di nessuna                    | opera buffa      | 2 atti                         | Filippo Livigni | novembre 1783                 | Venezia, Teatro San Samuele |
| L'Olimpiade                                            | opera seria      |                                | Metastasio | 1783                          | Venezia? |
| L'Alessandro nelle Indie                               | opera seria      | 2 atti                         | Metastasio | aprile 1784                   | Mantova, Teatro Nuovo Regio Ducale |
| L'Idalide                                              | opera seria      | 2 atti                         | Ferdinando Moretti | 26 dicembre 1784              | Firenze, Teatro della Pergola |
| Demetrio                                               | opera seria      | solo quattro frammenti         | Metastasio | 1785                          | Londra, King's Theatre |
| La finta principessa                                   | opera buffa      | 2 atti                         | Filippo Livigni | 2 aprile 1785                 | Londra, King's Theatre |
| Giulio Sabino                                          | opera seria      | 2 atti                         | librettista sconosciuto | 30 marzo 1786                 | Londra, King's Theatre |
| Ifigenia in Aulide                                     | opera seria      | 3 atti                         | Ferdinando Moretti | 12 gennaio 1788               | Torino, Teatro Regio |
| Démophoon                                              | tragédie lyrique | 3 atti                         | Jean-François Marmontel, da Metastasio                                                                                                | 2 dicembre 1788               | Parigi, Opéra |
| Lodoïska                                               | comédie-héroïque | 3 atti                         | Claude-François Fillette-Loraux da Jean-Baptiste Louvet de Couvrais Les Amours du Chevalier Faublas                                   | 18 luglio 1791                | Parigi, Théâtre Feydeau |
| Le congrès des rois                                    | comédie          | 3 atti                         | Desmaillot (A. F. Eve) | 26 febbraio 1794              | Parigi, Opéra Comique (Favart) |
| Elisa, ou Le voyage aux glaciers du Mont Saint Bernard | opéra comique    | 2 atti                         | Jacques-Antoine Révérony de Saint-Cyr                                                                                                 | 13 dicembre 1794              | Parigi, Théâtre Feydeau |
| Médée                                                  | opéra comique    | 3 atti                         | François-Benoît Hoffmann and Nicolas Étienne Framéry, da Euripide e Pierre Corneille                                                  | prima versione: 13 marzo 1797 | Parigi, Théâtre Feydeau; traduzione tedesca rappresentata a Berlino il 7 febbraio 1800 di Karl Alexander Herklots; altra versione tedesca a cura di Georg Friedrich Treitschke rappresentata il 6 novembre 1802 a Vienna; nel 1809, Cherubini tagliò circa 500 battute per una versione accorciata sempre in tedesco, anch'essa per Vienna. Prima esecuzione italiana a cura di Luigi Arditi, data a Londra il 6 giugno 1865. |
| L'hôtellerie portugaise                                | opéra comique    | 1 atto                         | Étienne Saint-Aignan | 25 luglio 1798                | Parigi, Théâtre Feydeau |
| La punition                                            | opéra comique    | 1 atto                         | J.-L. B. Desfaucheres | 23 febbraio 1799              | Parigi, Théâtre Feydeau |
| Emma ou La prisionnière                                | opéra comique    | 1 atto                         | Victor-Joseph Étienne de Jouy, C. de Longchamps & C.G. d'A. de Saint-Just                                                             | 12 settembre 1799             | Parigi, Théâtre Montansier |
| Les deux journées, ou Le porteur d'eau                 | comédie lyrique  | 3 atti                         | Jean-Nicolas Bouilly | 16 gennaio 1800               | Parigi, Théâtre Feydeau |
| Epicure                                                | opéra comique    | 3 atti, rimaneggiata in 2 atti | C. A. Desmoustier | 14 marzo 1800                 | Parigi, Opéra-Comique (Favart) |
| Anacréon ou l'amour fugitif                            | opéra-ballet     | 2 atti                         | C. R. Mendouze | 4 ottobre 1803                | Parigi, Opéra |
| Faniska                                                | opéra comique    | 3 atti                         | Joseph von Sonnleitner da R. C. G. de Pixérécourt                                                                                     | 25 febbraio 1806              | Vienna, Theater am Kärntnertor |
| Pimmalione                                             | dramma lirico    | 1 atto                         | Stefano Vestris, dalla versione italiana ad opera di Simeone Antonio Sografi del Pygmalion di Jean-Jacques Rousseau                   | 30 novembre 1809              | Parigi, Teatro delle Tuileries |
| Le crescendo                                           | opéra bouffon    | 1 atto                         | Charles-Agostoine de Bassompierre de Sewrin                                                                                           | 1º settembre 1810             | Parigi, Opéra-Comique (Feydeau) |
| Gli Abenceragi, o Lo stendardo di Granata              | tragédie lyrique | 3 atti                         | Victor-Joseph Étienne de Jouy, da François-René de Chateaubriand, tratta dal romanzo di J.- P. Claris de Florian, Gonsalve de Cordoue | 6 aprile 1813                 | Parigi, Opéra |
| Bayard à Mézières                                      | opéra comique    |                                | Emmanuel Dupaty & R. A. de Chazet | 12 febbraio 1814              | Parigi, Opéra-Comique (Feydeau) |
| Blanche de Provence, ou La cour de fées                | opéra comique    | 3 atti                         | Emmanuel Théaulon & de Rancé | 1º maggio 1821                | Parigi, Teatro delle Tuileries |
| La marquise de Brinvilliers                            | drame lyrique    | 3 atti                         | Agostoin Eugène Scribe and Castil-Blaze F.-H.-J. Blaze                                                                                | 31 ottobre 1831               | Parigi, Opéra-Comique (Ventadour) |
| Ali Baba ou Les quarante voleurs                       | tragédie lyrique | Prologo e 4 atti               | Agostoin Eugène Scribe and Anne-Honoré-Joseph Duveyrier de Mélésville                                                                 | 22 luglio 1833                | Parigi, Opéra |

## Opere a carattere religioso
- Requiem in do minore, per coro misto e orchestra (data prima: 21-1-1817 nella cattedrale di Saint Denis)
- Requiem in re minore, per coro maschile e orchestra
- Requiem in sol minore, per coro femminile e orchestra
- Messa No. 6 in fa maggiore "Messe de Chimay"(1808)
- Messa No. 7 in re minore (1811) Missa solemnis in re min. per il Principe Esterházy
- Messa in mi maggiore (1818)
- Messa in do maggiore, per soli, coro e orchestra
- Messa in sol maggiore "Du Sacre de Louis XVIII" (1819)
- Messa No. 13 in la maggiore "De coronatione Caroli X regis omnium Galliarum" (1825)

## Musica da camera
- Quartetto per archi No.1 in mi bemolle maggiore (1814).
- Quartetto per archi No.2 in do maggiore (1829). Quest'ultimo è la trascrizione della sua sinfonia in re maggiore con l'aggiunta di un nuovo secondo movimento.
- Quartetto per archi No.3 in re minore (1834).
- Quartetto per archi No.4 in mi maggiore (1835).
- Quartetto per archi No.5 in fa maggiore (1835).
- Quartetto per archi No.6 in la minore (1837).
- Quintetto per archi (due violini, viola e due violoncelli) in mi minore (1837).

## Lavori miscellanei
Tra le altre opere, vi sono:
- Una sinfonia classica
- Una cantata
- Una ouverture da concerto (non correlata a nessun melodramma)
- Un inno "au printemps" (alla primavera) per la Philharmonic Society Of London (1815)